# Kriminalpsychologie
Kriminalpsychologie beschäftigt sich mit dem inneren Erleben (Denken, Phantasie etc.) und dem Verhalten von Menschen, die Gesetze übertreten. Sie ist das Studium der Ansichten, Gedanken, Absichten, Handlungen, Reaktionen und all dem was am (kriminellen) Verhalten beteiligt ist. Die Kriminalpsychologie ist eine Teildisziplin der Rechtspsychologie sowie der Kriminologie.

## Begriffsdefinition
- In der Psychologie wird der Begriff der Kriminalpsychologie meist als Synonym für die Forensische Psychologie gebraucht, danach ist Kriminalpsychologie ein Teilgebiet der Rechtspsychologie und gehört zur Angewandten Psychologie. Allerdings ist die systematische Begriffszuordnung und das Verhältnis der Begriffe Forensische Psychologie, Kriminalpsychologie und Rechtspsychologie in der Literatur nicht einheitlich beschrieben; teilweise wird die Kriminalpsychologie neben der Rechtspsychologie als Teilgebiet der Forensischen Psychologie genannt, teilweise die Kriminalpsychologie und die Forensische Psychologie als Teile der Rechtspsychologie.

- Kriminalpsychologie gilt innerhalb der Kriminologie als Teilbereich der Kriminalbiologie, die sich mit den im Täter selbst aufgrund seiner körperlichen und seelischen Veranlagungen bestehenden Verbrechensursachen beschäftigt. Der Kriminalpsychologie obliegt die Aufgabe, den zum Zeitpunkt der Straftat bestehenden seelischen Zustand des Täters unter Reflexionen der direkt tatumgebenden Zeiträume und der Gesamtpersönlichkeit des Täters zu ermitteln. Dabei geht es unter anderem um Fragen im Rahmen der Ermittlung der strafrechtlichen Schuldfähigkeit wie übersteigerte Angstzustände (etwa bei einem Notwehrexzess), Wut- und Affektstauungen, Triebreaktionen. Auffällige seelische und körperliche Zustände können gleichzeitig bestehen, in diesen Fällen kommt es zu einer Überschneidung der Kriminalsomatologie mit der Kriminalpsychologie.

- Als Synonym für Polizeipsychologie ist sie der Kriminalistik zuzuordnen und gehört ebenfalls zur Angewandten Psychologie. Als Theorielieferantin für ätiologische Kriminalitätserklärungen wird die Kriminalpsychologie als eine Bezugswissenschaft der Kriminologie aufgefasst. Unter kriminalätiologischem Aspekt findet die Kriminalpsychologie unter anderem bei der Untersuchung von Verbrechen Anwendung, die von Anhängern des Islamischen Staates verübt werden, wie z. B. Selbstmordattentate, sadistische Morde, Massenhinrichtungen.[4]